# Deoxys
Deoxys (デオキシス, Deokishisu dans les versions originales en japonais) est une variété de Pokémon. C'est le dernier Pokémon de la troisième génération. Son numéro national est 386.

## Création

### Étymologie
Le nom Deoxys est une anagramme d'une partie du mot « Acide Désoxyribonucléique » (ADN) placé dans le désordre (Désoxy).

## Description
Dans le jeu, Deoxys serait la mutation de l'ADN d'un virus extraterrestre exposé à un rayon laser. Son cerveau serait le cristal situé sur sa poitrine. Deoxys étant un Pokémon fabuleux, il est asexué.

## Apparitions

### Jeux vidéo
Deoxys apparaît dans la série de jeux vidéo Pokémon. D'abord en japonais, puis traduits en plusieurs autres langues, ces jeux ont été vendus à plus de 200 millions d'exemplaires à travers le monde.
Deoxys tire son originalité du fait qu'il a la capacité de prendre différentes formes. En effet, s'il se trouve dans la Pokémon Rubis et Saphir, il aura sa forme « normale » lui conférant des stats équilibrées. Mais dans Pokémon Rouge Feu, il prendra automatiquement sa forme « attaque », et acquerra une offensive plus élevée au détriment de ses autres statistiques ; dans Pokémon Vert Feuille, il aura sa forme « défense », lui donnant de même des statistiques défensives plus élevées ; dans Pokémon Émeraude, il se dotera sa forme « vitesse » qui lui conférera une vitesse très élevée. Dans les versions suivantes (Pokémon Diamant et Perle, Pokémon Platine, Pokémon Or HeartGold et Argent SoulSilver, Pokémon Noir et Blanc, Pokemon Noir 2 et Blanc 2, Pokemon Lune et Soleil et Pokémon Ultra-Soleil et Ultra-Lune), le joueur peut choisir sa forme en entrant en contact avec des météorites situées à un certain endroit du jeu.
Il est capturable uniquement dans Pokémon Rubis Oméga et Pokémon Saphir Alpha. Sur les autres versions, il est impossible de l’obtenir à moins de l'avoir reçu par un évènement Nintendo, d'avoir reçu un objet permettant d'aller le capturer ou de l’avoir par Action Replay. (triche)
Il est le seul Pokémon à pouvoir apprendre sans évènement, code ou autre l'attaque Psycho Boost

### Série télévisée et films
La série télévisée Pokémon ainsi que les films sont des aventures séparées de la plupart des autres versions de Pokémon et mettent en scène Sacha en tant que personnage principal. Sacha et ses compagnons voyagent à travers le monde Pokémon en combattant d'autres dresseurs Pokémon.
Un film animé Pokémon est à son nom : il s'agit de La Destinée de Deoxys.